# Peque (kommunhuvudort)
Peque är en kommunhuvudort i Spanien.   Den ligger i provinsen Provincia de Zamora och regionen Kastilien och Leon, i den nordvästra delen av landet, 280 km nordväst om huvudstaden Madrid. Peque ligger 853 meter över havet och antalet invånare är 171.
Terrängen runt Peque är lite kuperad. Runt Peque är det mycket glesbefolkat, med 4 invånare per kvadratkilometer. Närmaste större samhälle är Castrocontrigo, 14,1 km nordost om Peque. 